# Tribunal judiciaire de Toulouse
Le tribunal judiciaire de Toulouse est une juridiction française de l'ordre judiciaire, de première instance et de droit commun, compétente pour la partie nord du département de la Haute-Garonne, correspondant à l'arrondissement judiciaire de Toulouse. Il appartient au ressort de la cour d'appel de Toulouse.

## Organisation
Le tribunal est composé de six pôles pour le siège, de quatre pôles pour le parquet, et d'une direction de greffe. Le président, le procureur de la République et le directeur de greffe, sont tous les trois dotés d'un secrétariat.

### Siège
Le siège est composé d'un président, de plusieurs vice-présidents, d'un certain nombre de magistrats de grade divers, et de magistrats à titre temporaire.
- Pôle I - Pôle civil : service civil de l'urgence, service civil général, et service de l'exécution civile
- Pôle II - Pôle de la famille : service des affaires familiales, service de la chambre du conseil, et service de la protection des mineurs
- Pôle III - Pôle social : service du contentieux social, et service de la départition sociale et du contentieux du travail
- Pôle IV - Pôle pénal : service pénal de l'urgence, service correctionnel et de police, service des victimes d'infraction, service de l'instruction, et service de l'application des peines
- Pôle V - Pôle justice des mineurs
- Pôle VI - Pôle de la protection et de la proximité : service de la protection et de la proximité de Toulouse, et tribunal de proximité de Muret

### Parquet
Le parquet est composé d'un procureur de la République, de plusieurs procureurs de la République adjoints, de plusieurs vice-procureurs, et de substituts du procureur.
- Pôle I - Pôle des contentieux spécialisés, des affaires criminelles et de la coopération judiciaire : service criminalité et délinquance organisée, et service économique, commercial, et des contentieux spécialisés.
- Pôle II - Pôle affaires générales et réponses pénales : service de l'exécution des peines, et service du traitement direct.
- Pôle III - Pôle protection des personnes, des mineurs, et de la famille : service civil, et service mineurs et contentieux familial.
- Pôle IV - Pôle politiques publiques

### Greffe
Le directeur de greffe est assisté d'une quinzaine de directeurs des services de greffe judiciaires, de quelques greffiers fonctionnels, et d'un peu moins de trois cents agents (greffiers et autres agents de greffe, secrétaires administratifs, et adjoints techniques).

## Localisation et historique

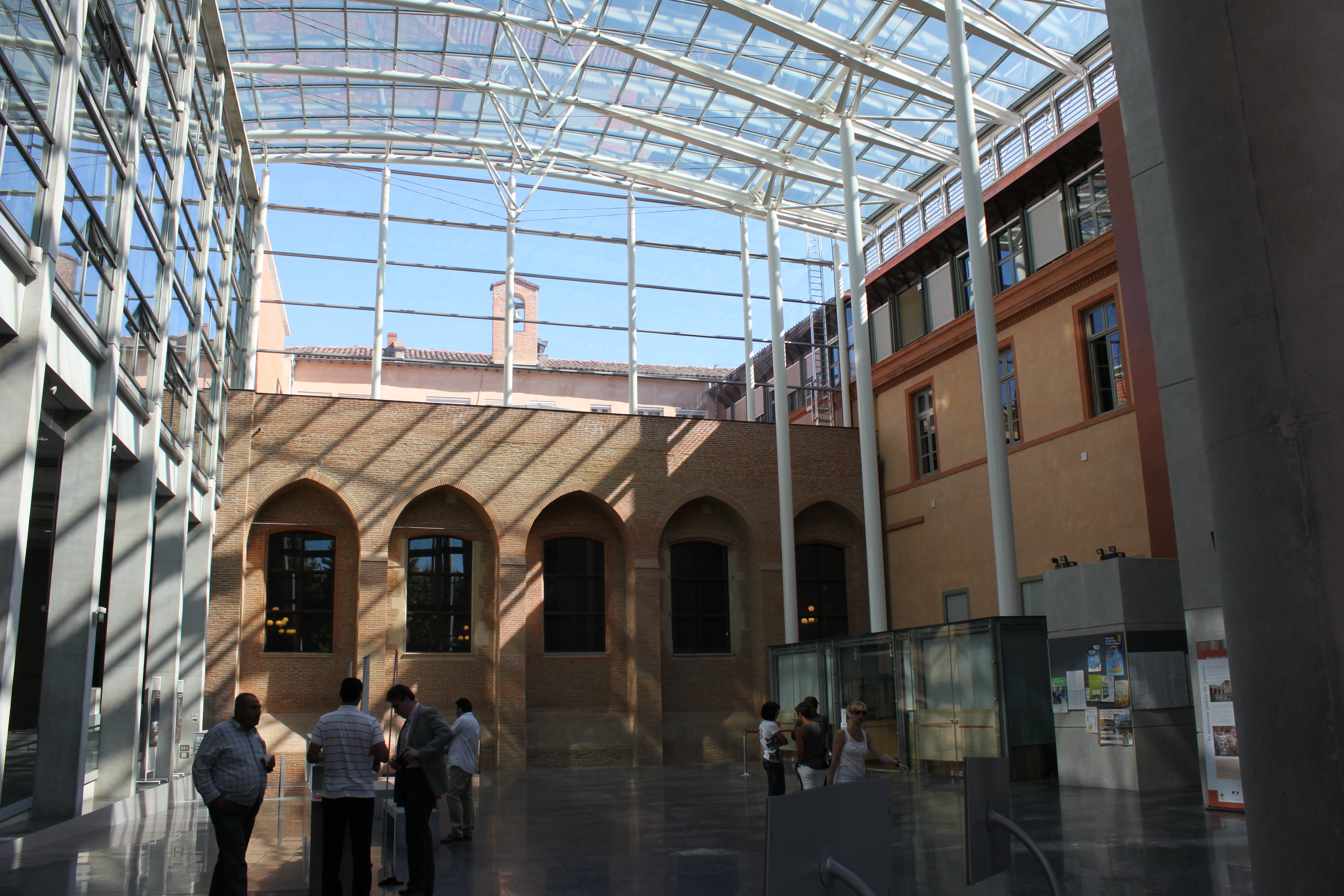
Salle des pas perdus

Le tribunal siège dans un ensemble de bâtiments dont l'entrée principale est située au 2, Allée Jules Guesde, dans de centre de Toulouse, près de la station de la ligne B du métro Palais-de-Justice, au sein du Palais de justice de Toulouse, dans lequel se situe notamment la Cour d'appel de Toulouse.
Au début du XXIe siècle une grande partie du tribunal est reconstruite sous la direction de l’architecte Pascal Prunet. Il est inauguré en 2008 et comprend des bâtiments neufs, une salle des pas perdus composée de verre, de béton et d’acier, et une voute de 25 mètres de hauteur. La verrière surplombant la salle des pas perdus possède une superficie de 700m².
Depuis la reconstruction, le tribunal est composé de sept salles d'audience.

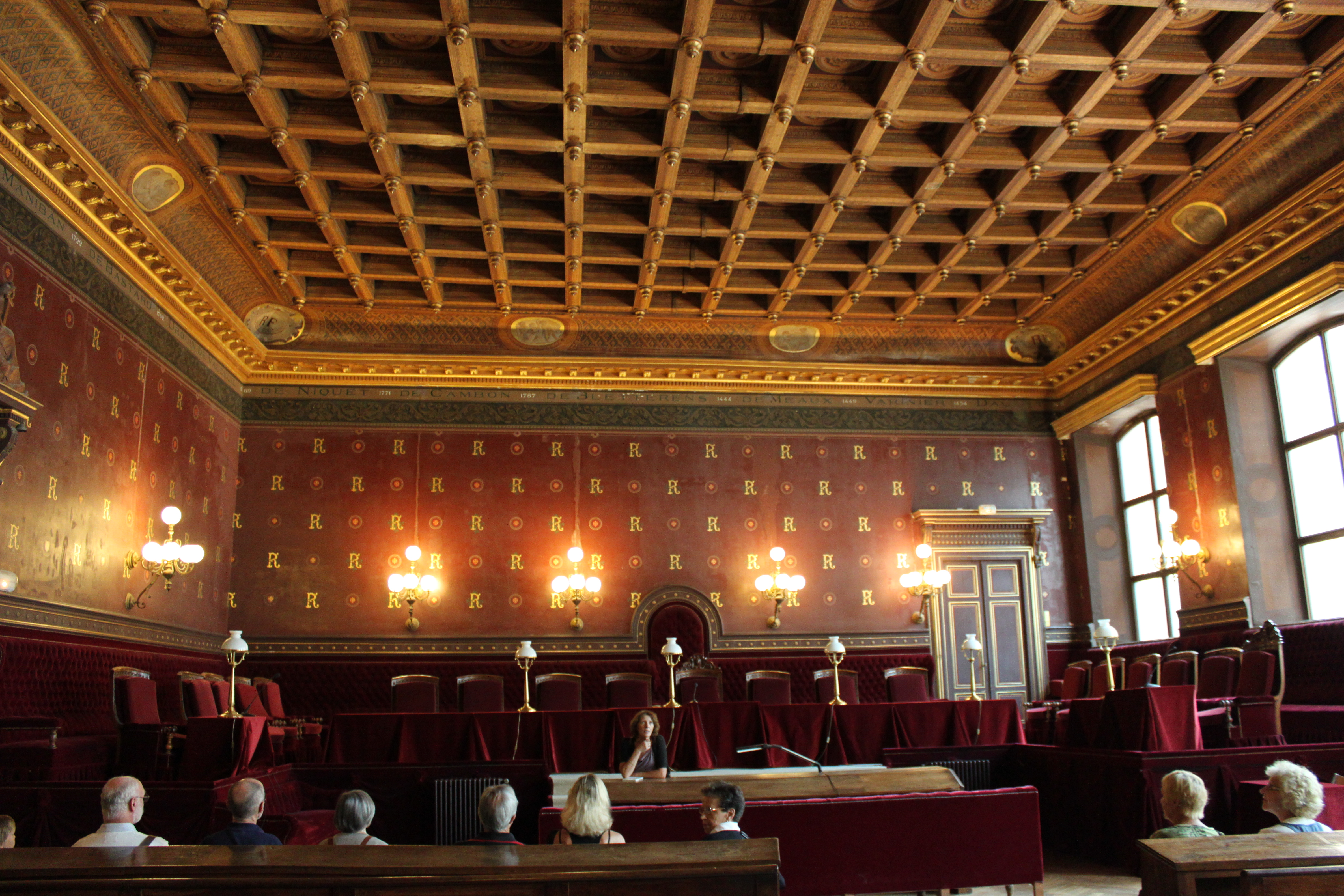
Une des salles d'audience du tribunal

Avant 2020, cette juridiction était le tribunal de grande instance de Toulouse. Le tribunal de proximité de Muret anciennement tribunal d'instance, en était détaché.